# Nature Reviews Cardiology
Nature Reviews Cardiology (до 2009 года Nature Clinical Practice Cardiovascular Medicine) — научный журнал, издаваемый Nature Publishing Group с 2004 года.
В 2012 году журнал обладал импакт-фактором 10,400.

## О журнале
Журнал публикует обзорные статьи, посвящённые кардиологии. Основные направления исследований, представленные в журнале, включают в себя:
- Острые коронарные синдромы
- Аритмия
- Стенокардия и ишемическая болезнь сердца
- Кардиомиопатия и сердечная недостаточность
- Сопутствующие заболевания
- Врождённые заболевания
- Вмешательство (оборудование, реперфузия, реваскуляризация, хирургия и трансплантация)
- Маркеры болезней
- Генетика
- Гипертония
- Инфекции
- Патологии
- Здравоохранение
- Инсульт
- Терапия (медикаментозное лечение, питание, физические упражнения)
- Тромбоз
- Пороки сердца
- Сосудистые заболевания (в том числе аневризмы, атеросклероз и др.)